# فرد ماكفرلين
فرد ماكفرلين (بالإنجليزية: Fred McFarlane)‏ هو كاتب أغاني ومنتج أسطوانات أمريكي، ولد في 14 نوفمبر 1959، وتوفي في 3 سبتمبر 2016.

## وصلات خارجية
- فرد ماكفرلين على موقع IMDb (الإنجليزية)
- فرد ماكفرلين على موقع ميوزك برينز (الإنجليزية)
- فرد ماكفرلين على موقع أول ميوزيك (الإنجليزية)
- فرد ماكفرلين على موقع ديسكوغز (الإنجليزية)